# Saint-Père-en-Retz
Saint-Père-en-Retz ist eine französische Gemeinde mit 4701 Einwohnern (Stand: 1. Januar 2022) im Département Loire-Atlantique in der Region Pays de la Loire. Saint-Père-en-Retz gehört zum Arrondissement Saint-Nazaire und zum Kanton Saint-Brevin-les-Pins. Die Einwohner werden Pereziens genannt.

## Geographie
Saint-Père-en-Retz liegt etwa 25 Kilometer südwestlich von Saint-Nazaire in der historischen Landschaft Pays du Retz. Umgeben wird Saint-Père-en-Retz von den Nachbargemeinden Paimbœuf im Norden, Saint-Viaud im Osten, Chauvé im Süden, Pornic und Saint-Michel-Chef-Chef im Südwesten, Saint-Brévin-les-Pins im Westen und Corsept im Norden und Nordwesten.

## Bevölkerungsentwicklung
| 1962 | 1968 | 1975 | 1982 | 1990 | 1999 | 2006 | 2017 |
| ---- | ---- | ---- | ---- | ---- | ---- | ---- | ---- |
| 2739 | 2682 | 2627 | 2917 | 3250 | 3457 | 3843 | 4564 |

## Sehenswürdigkeiten
- Menhir de Bellevue,
- Menhir La Riverais, Monument historique
- Les Menhirs des Platennes
- Kirche Saint-Pierre aus dem 19. Jahrhundert
- Hügel der Ortschaft Sainte-Opportune (Reste der früheren Kirche)
- Waschhaus